# Friedrich Gisbert Wilhelm von Romberg
Friedrich Gisbert Wilhelm Freiherr von Romberg (17 de julho de 1729 - 21 de maio de 1809) foi um oficial alemão que chegou a tenente-general (Generalleutnant) do exército prussiano. Como governador de Stettin em 1806, ele se rendeu sem lutar, pelo que foi condenado à prisão perpétua por um tribunal militar prussiano.

## Vida
De uma família nobre da Vestfália, Romberg nasceu no castelo de sua família em 1729. Ele começou sua carreira no exército prussiano tornando-se um Gefreitenkorporal no Infanterieregiment Graf Wied (nº 41) em 1746. Ele foi gravemente ferido na Batalha de Kolín em 1757. Em 1773 foi colocado no comando de um batalhão de granadeiros e no ano seguinte foi nomeado membro da Ordem Pour le Mérite. Em 1780 foi colocado no comando do Infanterieregiment von Wolffersdorff (nº 9) sob o comando de Karl Friedrich von Wolffersdorff - no mesmo ano foi nomeado oberst.
Em 1787 tornou-se major-general e no ano seguinte foi colocado no comando do Regimento de Infantaria nº 10. Em 1792 ele foi nomeado membro da Ordem da Águia Vermelha. Ele foi promovido a tenente-general em 1794 e nomeado governador de Stettin em 1799. Esta era a capital da província prussiana da Pomerânia e pretendia ser uma posição onde Romberg veria pouca ou nenhuma luta. No entanto, em 1806, a Guerra da Quarta Coalizão estourou e em 14 de outubro daquele ano o exército prussiano foi esmagado pelos franceses na Batalha de Jena. Em 28 de outubro, a guarnição de Prenzlau (uma cidade a sudoeste de Stettin) sob o comando do príncipe Hohenloe se rendeu quase sem luta. As tropas francesas então chegaram a Stettin e exigiram sua rendição e Romberg e seus dois subordinados (o major-general Kurd Gottlob von Knobelsdorff e o major-general Bonaventura von Rauch, comandantes da fortaleza e do Forte Preusse, respectivamente) decidiram fazê-lo sem lutar, pensando que a força francesa era muito maior do que era - na verdade, consistia em apenas dois regimentos de hussardos sob o comando de Antoine Lasalle, que aceitou a rendição em 30 de outubro. Um tribunal militar prussiano condenou Romberg à prisão perpétua pela rendição, mas problemas de saúde significaram que ele não pôde cumprir sua sentença e morreu menos de três anos depois em Berlim.